# Іванов Михайло Миколайович
Михайло Миколайович Іванов (нар. 1905, місто Новгород, тепер Великий Новгород, Російська Федерація — ?) — радянський діяч органів держбезпеки, народний комісар внутрішніх справ Марійської АРСР, начальник УМВС по Орловській області. Депутат Верховної Ради СРСР 1-го скликання (1941—1946).

## Біографія
Народився в родині військового писаря. У 1917 році закінчив початкову міську школу міста Новгорода, у 1919 році — два класи школи 2-го ступеня в Новгороді.
У липні 1919 — січні 1920 року — підручний електромонтера в майстернях Ільменського управління водного транспорту Північно-Західного річкового пароплавства в Новгороді. У січні 1920 — вересні 1925 року — електромонтер в майстернях Ільменського управління водного транспорту Північно-Західного річкового пароплавства в Новгороді. У 1923 році вступив до комсомолу.
Член РКП(б) з червня 1925 року.
У вересні 1925 — лютому 1927 року — завідувач агітаційно-пропагандистського відділу Новгородського міського комітету ВЛКСМ. У лютому — листопаді 1927 року — відпоовідальний секретар колективу ВЛКСМ Мало-Вішерського повіту.
У листопаді 1927 — жовтні 1928 року — курсант окремої роти зв'язку 16-ї стрілецької дивізії РСЧА. У жовтні 1928 — вересні 1929 року — старший технічний каптенармус окремої роти зв'язку 16-ї стрілецької дивізії РСЧА.
У вересні 1929 — жовтні 1930 року — заступник голови Новгородської окружної спілки лісової і кустарної промисловості. У жовтні 1930 — травні 1931 року — голова Новгородської міжрайонної спілки промислової кооперації.
У травні — грудні 1931 року — завідувач агітаційно-масового відділу районного комітету ВКП(б) міста Новгорода. У грудні 1931 — липні 1932 року — завідувач організаційного відділу районного комітету ВКП(б) міста Новгорода.
У липні 1932 — січні 1934 року — завідувач організаційного відділу Тосненського районного комітету ВКП(б) Ленінградської області. У січні 1934 — січні 1935 року — заступник відповідального секретаря Тосненського районного комітету ВКП(б) Ленінградської області.
У січні 1935 — березні 1936 року — слухач курсів марксизму-ленінізму Ленінградського обласного комітету ВКП(б).
У березні 1936 — листопаді 1937 року — 2-й секретар Волховського районного комітету ВКП(б) Ленінградської області. У листопаді 1937 — січні 1939 року — 1-й секретар Волховського районного комітету ВКП(б) Ленінградської області.
З січня 1939 року — в органах державної безпеки СРСР.
15 січня 1939 — 26 лютого 1941 року — народний комісар внутрішніх справ Марійської АРСР. 26 лютого — 31 липня 1941 року — народний комісар державної безпеки Марійської АРСР. 31 липня 1941 — 13 квітня 1946 року — народний комісар (міністр) внутрішніх справ Марійської АРСР.
13 квітня 1946 — 16 вересня 1949 року — начальник Управління МВС по Орловській області.
У вересні 1949 — травні 1950 року — слухач Курсів перепідготовки керівного складу при Вищій офіцерській школі МВС СРСР.
У травні 1950 — січні 1951 року — заступник начальника Управління В'ятського виправно-трудового табору МВС СРСР. У січні — червні 1951 року — начальник 1-го відділу Управління В'ятського виправно-трудового табору МВС СРСР. У червні 1951 — грудні 1952 року — начальник відділу режиму і оперативної роботи Управління В'ятського виправно-трудового табору МВС СРСР.
З грудня 1952 року — начальник відділення відділу виправно-трудових колоній УМВС по Дніпропетровській області.
Потім — на пенсії.

## Звання
- капітан державної безпеки (17.01.1939)
- полковник державної безпеки (14.02.1943)

## Нагороди
- орден «Знак Пошани» (26.04.1940)
- орден Червоної Зірки (20.09.1943)
- медалі